# Định thức con
Trong đại số tuyến tính, một định thức con của một ma trận A là định thức của một ma trận vuông nhỏ hơn tạo thành từ các phần tử nằm trên giao của một số hàng và cột của A.

## Định nghĩa

### Định thức con cấpn-1
Nếu A là ma trận vuông cấp n, thì định thức con cấp n-1 ứng với hàng i và cột j là định thức của ma trận con được hình thành bằng cách xóa hàng thứ i và cột thứ j của ma trận A. Giá trị của nó thường được ký hiệu là Mi,j. (Lưu ý rằng số hạng tại vị trí (i, j) cũng là một định thức con cấp 1 của A).
Giá trị {\displaystyle (-1)^{i+j}}Mi,j bằng với phần bù đại số của số hạng (i, j) trong ma trận A.
Để minh họa các định nghĩa này, hãy xem xét ma trận 3x3 sau đây,
{\displaystyle {\begin{bmatrix}\,\,\,1&4&7\\\,\,\,3&0&5\\-1&9&\!11\\\end{bmatrix}}}
Ta có
{\displaystyle M_{2,3}=\det {\begin{bmatrix}\,\,1&4&\Box \,\\\,\Box &\Box &\Box \,\\-1&9&\Box \,\\\end{bmatrix}}=\det {\begin{bmatrix}\,\,\,1&4\,\\-1&9\,\\\end{bmatrix}}=(9-(-4))=13}
Vì vậy, phần bù đại số của số hạng tại vị trí (2,3) là
{\displaystyle \ C_{2,3}=(-1)^{2+3}(M_{2,3})=-13.}
Các định thức con cấp n-1 của một ma trận vuông cấp n cũng được gọi là các định thức con đầu. Có tất cả {\displaystyle n^{2}} định thức con đầu, và {\displaystyle n^{2}} phần bù đại số đầu tương ứng.

### Định thức con cấpk
Đặt A là một ma trận m × n và k là một số nguyên lớn hơn 0. Một định thức con cấp k của A là định thức của ma trận con tạo bởi các phần tử nằm trên giao của các hàng {\displaystyle i_{1},\dots ,i_{k}} và các cột {\displaystyle j_{1},\dots ,j_{k}} nào đó của A.
Một cách tương đương, nó cũng là định thức của ma trận con tạo ra từ A bằng cách xóa các hàng không nằm trong {\displaystyle i_{1},\dots ,i_{k}} và các cột không nằm trong {\displaystyle j_{1},\dots ,j_{k}}.
Nếu A là một ma trận vuông, nếu giữ các hàng và cột cho ta một định thức con thì xóa các hàng và cột đó cho ta định thức con bù. Phần bù đại số của một định thức con tạo bởi các hàng {\displaystyle i_{1},\dots ,i_{k}} và các cột {\displaystyle j_{1},\dots ,j_{k}} được cho bởi tích của định thức con bù với hệ số {\displaystyle (-1)^{i_{1}+\dots i_{k}+j_{1}+\dots +j_{k}}}.